# 違規停車

台灣的禁止停車標誌

中国大陆的禁止停车标志

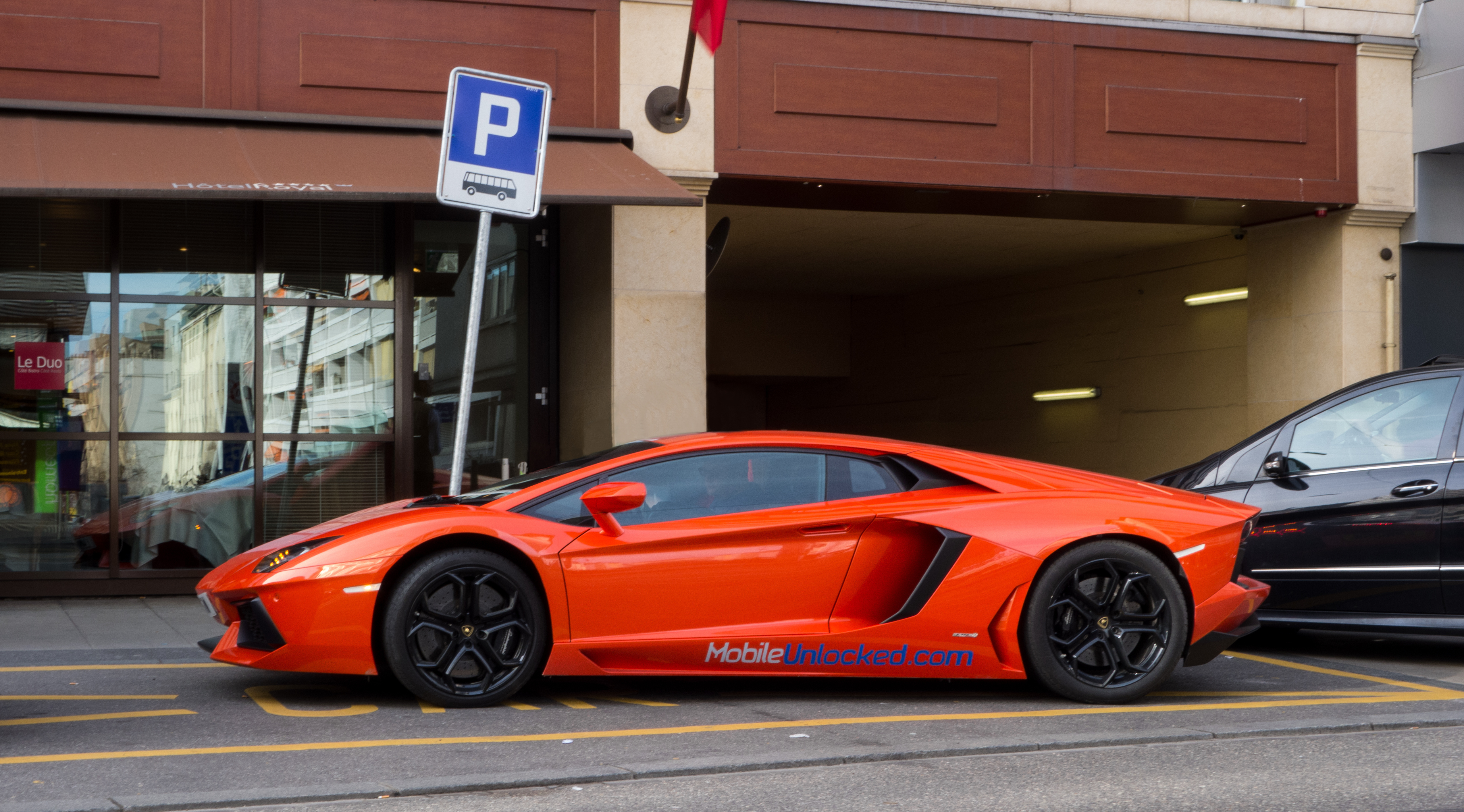
发生在日内瓦的违法停车，车主将车轿车停放于公交车专用车位

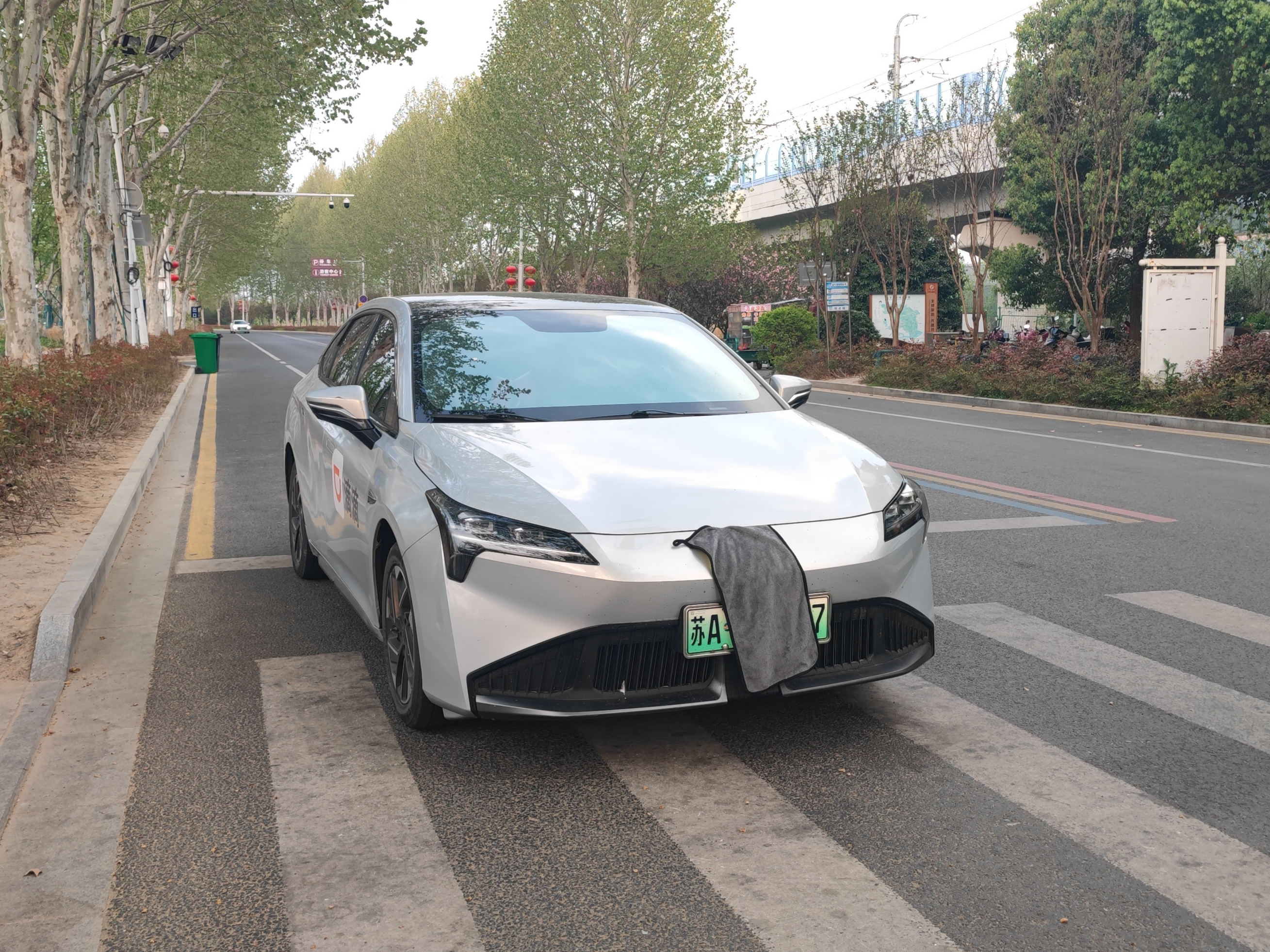
发生在南京的违法停车，车主停车时占用了人行横道

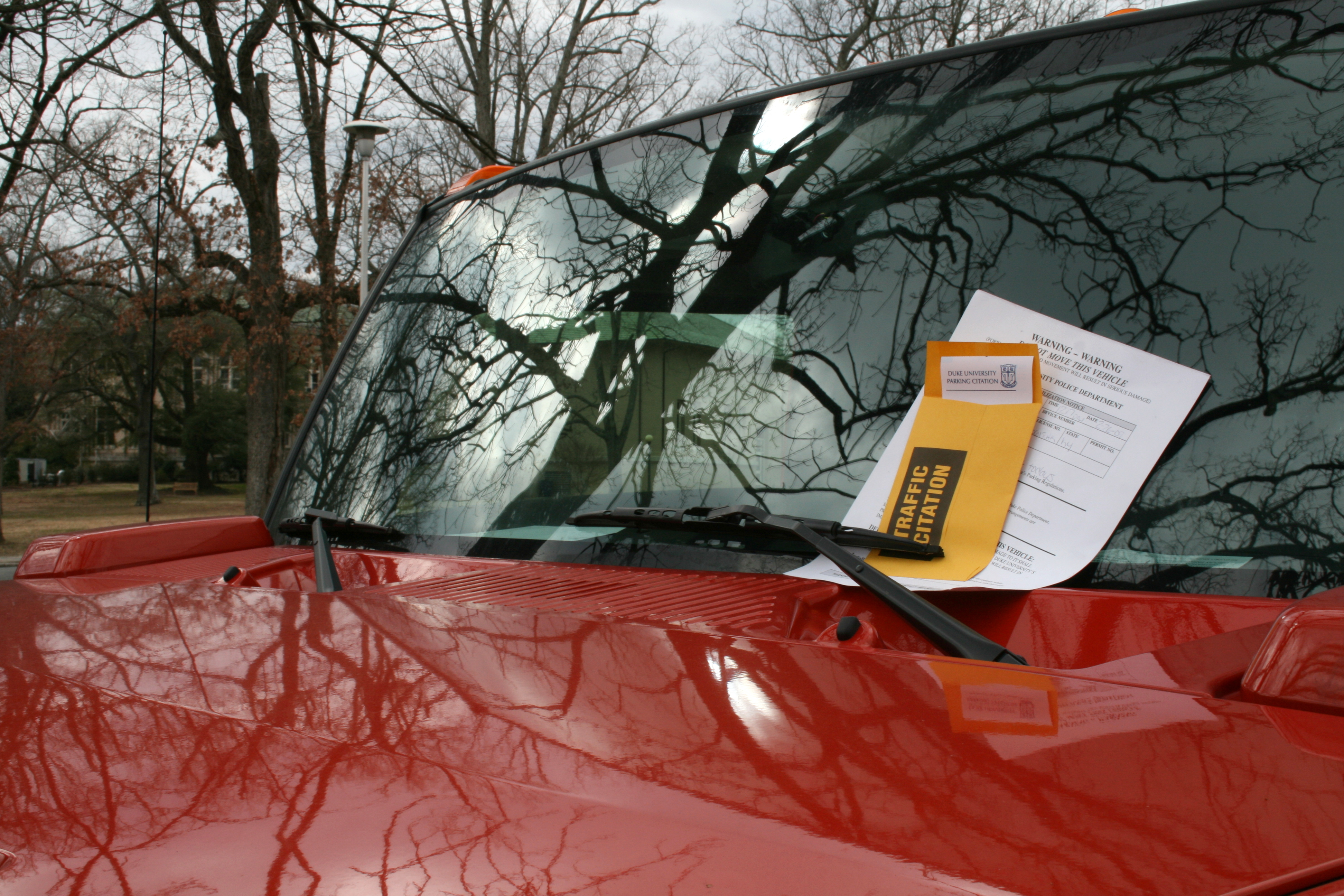
北卡羅來納州德罕，放在汽車上，供車主繳停車票的停車票

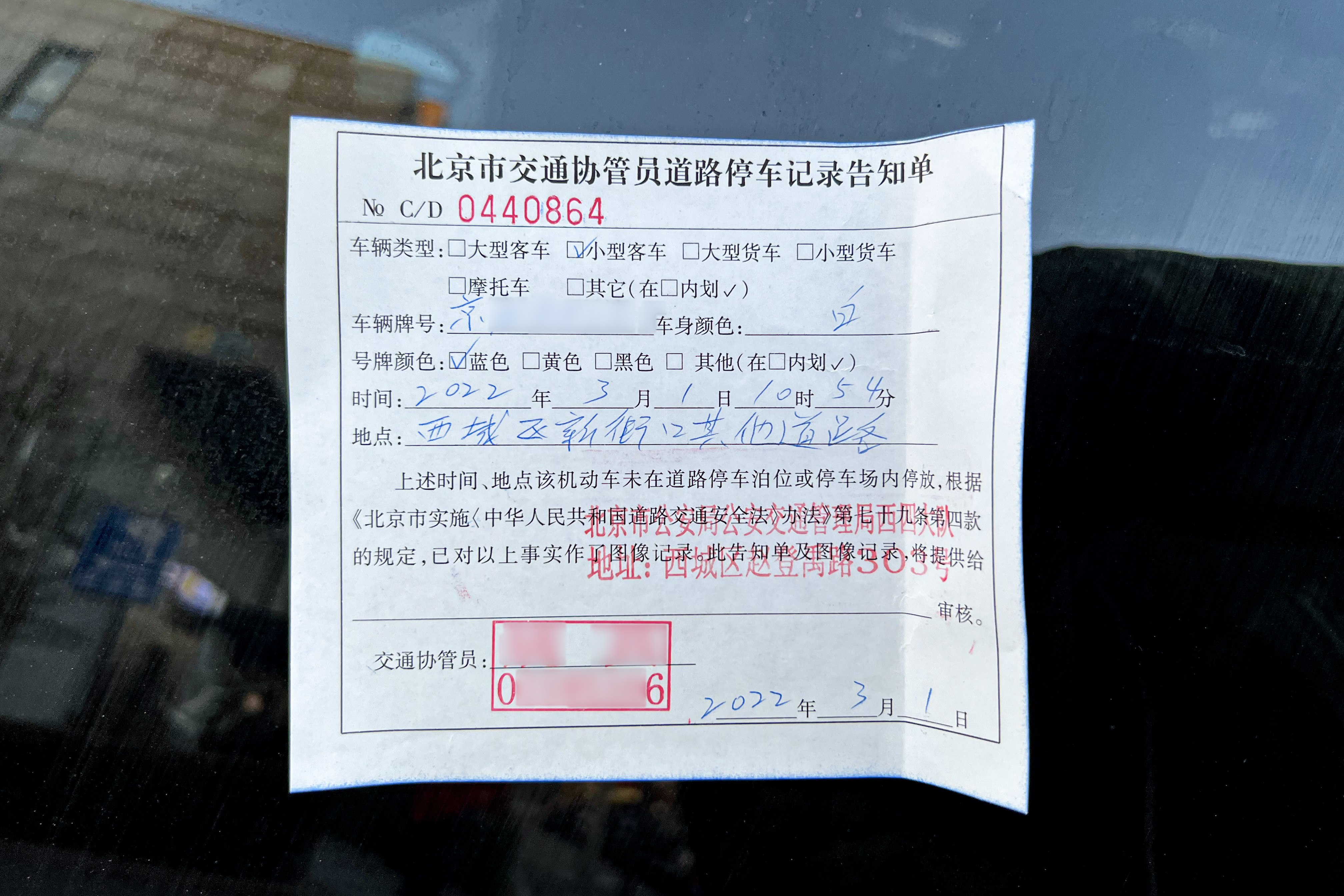
北京市的道路停车记录告知单

違規停車简称违停，是指在限制停車或是禁止停車的地方停車。或是以未經許可的方式停車。違規停車是違反法規的行為。違規停車可能會被警察或是其他執法人員以罰單的方式告發，甚至被拖吊車拖離。

## 例子
以下是一些違規停車的例子：
- 在禁止停車的區域停車，例如公車站、消防栓前、車道上或是車庫入口。
- 在人行道上停車（除了特別有標誌許可停車）。
- 在路口、平交道、行人穿越道停車，或是停車位置和上述地點過於接近。
- 並排停車（英语：Double parking）
- 在有停車收費碼錶的位置停車，沒有繳費，或是停車時間超過繳費對應的時間。
- 在沒有對應證明文件的情形下，在身心障礙車位停車。
- 在公眾空間停車時，車輛沒有車輛號牌，或是車輛號牌過期，或是車輛沒有定期驗車。
- 在停車位不允許停車的時段停車（例如住宅區停車位（英语：Residential zoned parking），其中為了保留居民停車權益，對非住戶的停車有時段的限制）。
- 未經許可，在需要特別許可的地方停車（例如停在其他公司的停車位）。
- 在有自然灾害時，在會影響应急车辆行動，或是需要清空的區域停車。
- 在目的不符合的情形下，停在有標示，特別目的使用的停車位，例如乘客上下車專用區、商用車輛上下貨區、警察或是公務公人員的停車區。
- 在街道定期清洗的時段內停車。
- 在已告示需要施工或是維護的地方停車。
- 停車超過允許的最長時間，例如24小時。
- 停車方向和停車行進方向相反。
- 停車位置已超過標線標示，例如在需路边平行停车（英语：parallel parking）的地方，以和路面垂直的方式停車。
- 在畫紅線，禁止停車的區域停車。
- 在禁止停車的時段停車[1]
- 在冬季需要清空，以便除雪機通過的位置停車[1]。

上述情形，可能會收到車輛的罰單，車輛可能會被拖吊。

## 外部連結
- No Parking, 'No Parking' notice in all 6 UN official languages (Arabic, Chinese, English, Español, Français, Russian), for download in PDF & DJVU formats. DIN A4.

1. 1 2  . City of Kingston.   [15 January 2023]. （原始内容存档于2023-01-15）.